# 루엔 로가
루엔 로가(일본어: 龍炎狼牙, 1969년 10월 21일 ~ )는 일본의 만화가, 일러스트레이터이다. 후쿠오카현 출신.
규슈 산업대학 재학 중인 1989년 성인 만화 잡지인 《캔디 타임》에서 데뷔했다. 데뷔작 〈트러블 에보케이션〉(とらぶるEVOCATION)은 히트작이 되어 일약 성인 만화가로 각광을 받게 되었다.

## 작품 일람
- 《트러블 에보케이션》(とらぶるEVOCATION) 1 ~ 3권
- 《앨리스 블레이드》(Alice blade)
- 《마토기담 참간!》(魔討綺譚 ZANKAN（斬奸）)
  - 〈인마혼돈편〉(人魔混沌編) ISBN 978-4829677414
  - 〈인마각성편〉(人魔覚醒編) ISBN 978-4829677599
  - 〈인마폭주편〉(人魔暴走編) ISBN 978-4829677773
  - 〈인마종언편〉(人魔終焉編) ISBN 978-4829678046
- 《알케미라의 물방울》(アルケミラの雫)
- 《영혼의 사슬》(魂の鎖)
- 《뇨타이캇》(にょたいかっ。)
- 《시체 공주》(ムクロヒメ＜骸姫＞)